# Doljanka
Doljanka är ett vattendrag i Bosnien och Hercegovina.   Det ligger i entiteten Federationen Bosnien och Hercegovina, i den centrala delen av landet, 50 km väster om huvudstaden Sarajevo. Doljanka ligger vid sjön Jablaničko Jezero.
I omgivningarna runt Doljanka växer i huvudsak lövfällande lövskog. Runt Doljanka är det ganska tätbefolkat, med 93 invånare per kvadratkilometer.